# 文明摇篮
文明搖籃是指文明誕生的地方。新月沃土（古埃及和美索不達米亞）、古印度、古中國，被視為世界上首先誕生出文明的地方，但他們之間有多緊密的關係尚未明朗。
學界現時已經接受中部美洲是另一個後來獨立產生出文明的地方，而且並不依賴於歐亞大陸的文明誕生。這文明主要由現今墨西哥伸延到秘魯中北部一帶的小北文明之處。
在20世紀，梁啓超等人曾經在把歐亞大陸首批文明誕生的地方形容成古文明祖國，並導致「四大文明古国」的說法盛行於東亞地區，但此說法未被學術界或國際社會所採納。

## 定義
文明包括使用書寫進行記錄、興建城市、建立有不同社會階層分工的社會、發展農業、畜牧業、冶金學、興建公共建築、以及紀念建築物等等。除了前述各處以外，「文明搖籃」這個詞語也可以用來形容不同地區，例如安納托利亞半島（現今土耳其一帶）、黎凡特地區、伊朗高原等等，以及作為現代文明前身，例如現代西方文明前身的古希臘等地。